# Aloe fievetii
Aloe fievetii är en grästrädsväxtart som beskrevs av Gilbert Westacott Reynolds. Aloe fievetii ingår i släktet Aloe och familjen grästrädsväxter.

## Underarter
Arten delas in i följande underarter:
- A. f. altimatsiatrae
- A. f. fievetii